# تئوری پلاستیسیته

تئوری پلاستیسیته علمی است که به بررسی رفتار مواد در کرنش‌هایی که از قانون هوک تبعیت نمی‌کنند، می‌پردازد. 

برخی مواد بعد از تنش تسلیم، تغییر شکل پلاستیک دارند.

تئوری پلاستیسیته کلاسیک، در مطالعه مواد در اواخر قرن ۱۹ رشد پیدا کرد، برای موادی که علاوه بر تغییر شکل الاستیک، بعد از رسیدن به تنش تسلیم، تغییر شکل پلاستیک دارند. در فلزات و مواد کریستالی، این تغییر شکل به دلیل جابجایی نابجایی‌های ساختار کریستال اتفاق می‌افتد.
برخی از جوانب تغییر شکل پلاستیک فرمول‌بندی ریاضی آن را مشکل‌تر از تغییر شکل الاستیک مواد می‌نماید؛ مثلاً تغییر شکل الاستیک یک تابع حالت است ولی تغییر شکل پلاستیک تابع مسیر.
تئوری پلاستیسیته یکنواخت، رفتار ماده و تغییر شکل پلاستیک آن را در هنگام بارگذاری یکنواخت توضیح می‌دهد.
ویژگی خاک رس که به آن اجازه می‌دهد شکل بدون گسیختگی هنگام اعمال زور به آن تغییر شکل دهد. ویژگی‌های خاک رس پاتر را نمی‌توان با هر آزمایش علمی قابل تکرار اندازه‌گیری کرد؛ بنابراین ارزیابی آن ذهنی است.
در تئوری‌های پلاستیسیته جریان، فرض می‌شود که امکان تجزیه کرنش کل در یک جسم را به صورت حاصل جمع یا ضرب یک بخش الاستیک و یک بخش پلاستیک وجود دارد که بخش الاستیک کرنش از طریق مدل‌های الاستیک خطی یا هایپرالاستیک قابل محاسبه است. اگرچه، برای تعیین بخش پلاستیک کرنش باید از یک قانون جریان و یک مدل سخت‌شوندگی استفاده کرد.
پلاستیسیته، توانایی جامدات خاص به جریان یا تغییر شکل به‌طور دائم زمانی که در معرض تنش‌های حد واسط بین آن تولید تغییر شکل موقتی، یا رفتار الاستیک، و آن‌هایی که منجر به شکست مواد یا گسیختگی می‌شوند. پلاستیسیته، یک جامد را تحت عمل نیروهای خارجی قرار می‌دهد تا تغییر شکل دایمی بدون گسیختگی انجام شود. الاستیسیته در مقایسه، یک جامد را قادر می‌سازد تا پس از حذف بار به شکل اصلی خود برگردد. تغییر شکل پلاستیک در بسیاری از فرایندهای تشکیل فلز (غلتیدن، فشار، جعل) و در فرآیندهای زمین‌شناسی (تخته سنگی و جریان سنگ در زمین تحت فشار بسیار بالا و در دماهای بالا) رخ می‌دهد.

## تئوری تغییر شکل کوچک
کرنش را در منحنی تنش-کرنش می‌توان به دو بخش کرنش الاستیک قابل بازگشت (εe) و کرنش غیر الاستیک (εp) تجزیه کرد. تنش در نقطه تسلیم اولیه، σ۰ نامیده می‌شود. برای موادی با خاصیت سخت‌شوندگی کرنش، با افزایش دادن تغییر شکل پلاستیک، مقدار تنش تسلیم تا مقدار σyافزایش می‌یابد.
تئوری‌های پلاستیسیته معمول برای تغییر شکل‌های کوچک با پلاستیسیته کامل یا پلاستیسیته سخت‌شوندگی، بر اساس قواعد زیر، توسط Ilyushin و Hencky تعریف شده‌اند:
۱. ماده دارای یک محدوده الاستیک خطی است (E).
۲. ماده دارای یک حد الاستیک است (تنش σ۰)که در آن تغییر شکل پلاستیک ماده شروع می‌شود.

تانسور تنش
۳. پس از حد الاستیک، تنش همیشه تنش تسلیم خواهد بود (σ=σy).
۴. در صورتی که بارگذاری باعث رسیدن تنش به محدوده پلاستیک ماده شود، افزایش کرنش پلاستیک همیشه بیشتر از صفر خواهد بود (dεp>0).
1. در صورت باربرداری، ماده دارای رفتار الاستیک است و هیچ کرنش پلاستیکی درون آن رخ نمی‌دهد.
2. کرنش کل، یک ترکیب خطی از بخش‌های الاستیک و پلاستیک کرنش است (dε=dεe+dεp). بخش پلاستیک کرنش قابل بازگشت نیست؛ در صورتی که بخش الاستیک به‌طور کامل بازیابی می‌شود.
3. کار انجام شده در طی چرخه بارگذاری-باربرداری، همیشه مثبت یا صفر است. به این قاعده اصل پایداری دراکر گفته می‌شود و احتمال وجود رفتار نرم شوندگی کرنش را حذف می‌کند.

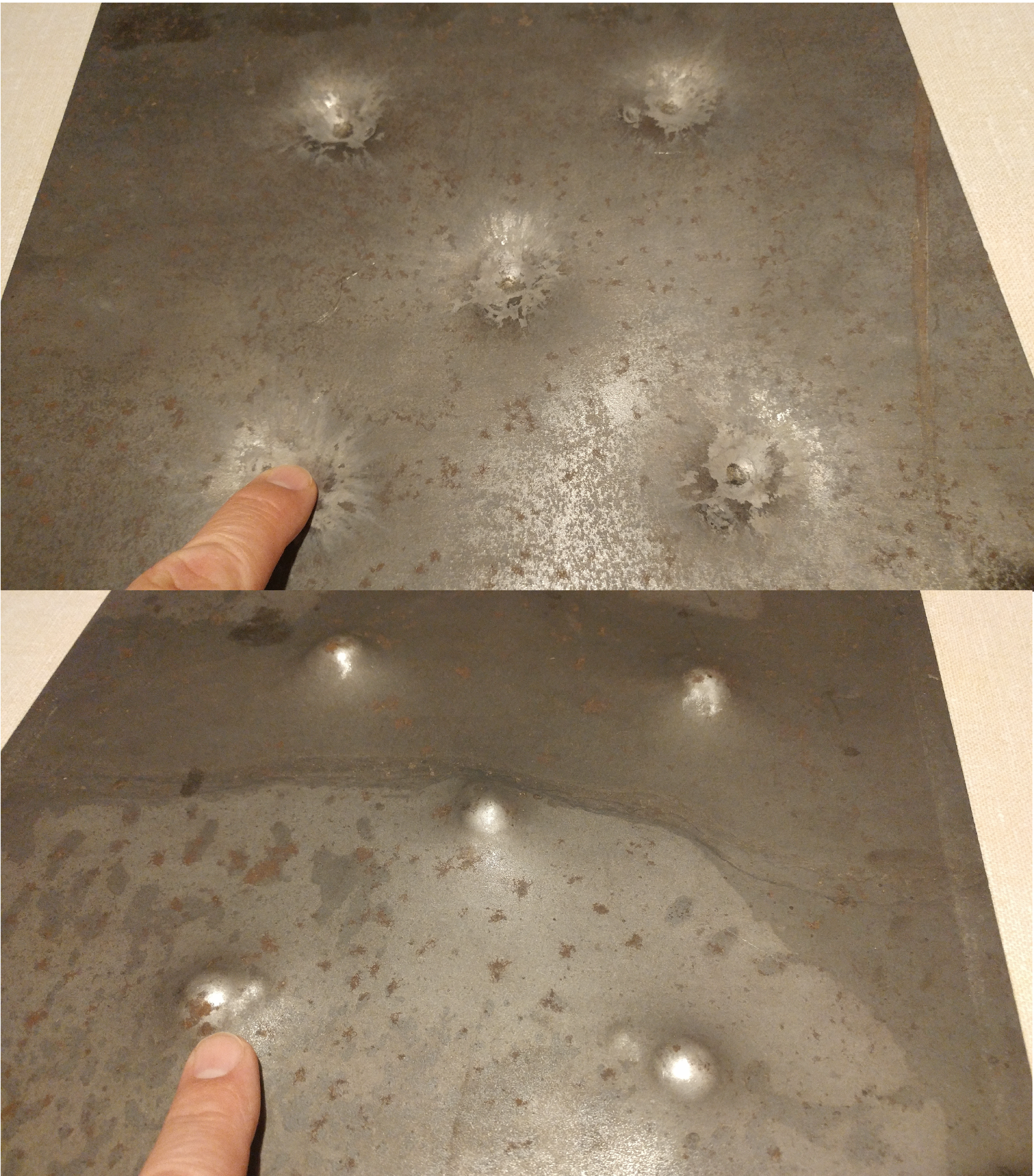
تغییر شکل پلاستیک

## تئوری تغییر شکل بزرگ
تئوری‌های پلاستیسیته مرتبط با تغییر شکل بزرگ معمولاً با یکی از فرضیات زیر شروع می‌شوند:
1. تجزیه تانسور نرخ تغییر شکل به حاصل جمع دو بخش الاستیک و پلاستیک
2. تجزیه گرادیان تغییر شکل به حاصل ضرب دو بخش الاستیک و پلاستیک

فرض اول، کاربرد گسترده‌ای در شبیه‌سازی‌های عددی فلزات داشت اما فرض دوم به مرور جای آن را گرفت.

## پلاستیسیته جریان (Flow plasticity)
یکی از تئوری‌های موجود در مکانیک جامدات است که به توصیف رفتار پلاستیک در ماده‌های مختلف می‌پردازد. تئوری‌های پلاستیسیته جریان بر مبنای فرضیات قانون جریان شکل گرفته‌اند. این فرضیه‌ها به منظور تعیین تغییر شکل پلاستیک مواد استفاده می‌شوند.
در تئوری‌های پلاستیسیته جریان، فرض می‌شود که امکان تجزیه کرنش کل در یک جسم را به صورت حاصل ضرب یا جمع یک بخش الاستیک و یک بخش پلاستیک وجود دارد. بخش الاستیک کرنش از طریق مدل‌های الاستیک خطی یا هایپرالاستیک قابل محاسبه است. اگرچه، برای تعیین بخش پلاستیک کرنش باید از یک قانون جریان و یک مدل سخت‌شوندگی استفاده کرد.

## قانون جریان
↵در پلاستیسیته فلزات، با فرض یکسان بودن جهت‌های اصلی افزایش کرنش پلاستیک و تانسور تنش انحرافی توسط رابطه‌ای به نام «قانون جریان» نمایش داده می‌شود. تئوری‌های مربوط به پلاستیسیته ی سنگ‌ها نیز از مفهومی مشابه بهره می‌گیرند. با این تفاوت که وابستگی سطح تسلیم به پارامتر فشار به یک «آسایش» نیاز دارد. به جای این کار، بیشتر فرض می‌شود که افزایش کرنش پلاستیک و بردار نرمال سطح تسلیم وابسته به فشار، دارای جهت‌های یکسانی هستند.

## سخت شوندگی
در منحنی تنش-کرنش، بعد از نقطه تسلیم، ماده در حالت تغییر شکل پلاستیک با نرخ بالا قرار می‌گیرد. در این وضعیت، امکان جابه جایی بیشتر ماده سخت‌تر می‌شود که این پیش آمد باعث افزایش مقاومت آن خواهد شد. همان‌طور که در منحنی‌های تنش-کرنش قابل مشاهده است، در فاصله بین نقطه تسلیم (Y) و نقطه مقاومت نهایی (U)، مقاومت ماده افزایش می‌یابد. دلیل این افزایش مقاومت، «سخت‌شوندگی کرنش» (Strain Hardening) است. این رفتار، با عناوین دیگری نظیر «کرنش سخت‌شوندگی»، «کرنش سختی» و «سردکاری» نیز شناخته می‌شود.